# Kolonial-Orden vom Stern von Italien

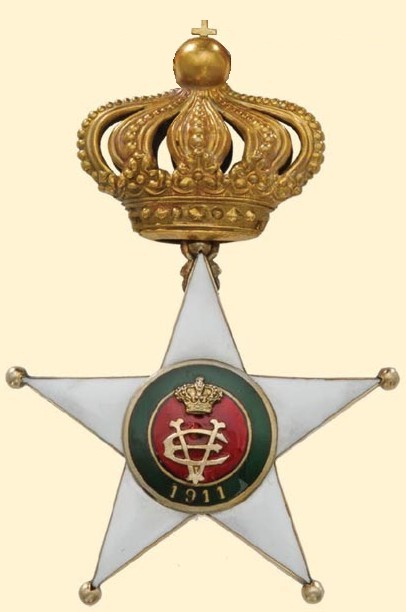
Kolonial-Orden vom Stern von Italien

Der Kolonial-Orden vom Stern von Italien (ital.Ordine coloniale della Stella d'Italia) wurde am 18. Januar 1914 von König Viktor Emanuel III. von Italien in fünf Klassen gestiftet und konnte Personen verliehen werden, die sich besondere Verdienste um die Interessen der italienischen Kolonien erworben hatten. 

## Ordensklassen
Die Anzahl der jährlich zu verleihenden Mitglieder war reglementiert:

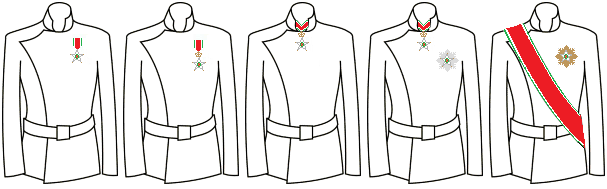
Trageweise des Ordens (v. l. n. r.) V. bis I. Klasse

- Großkreuz auf 4 Mitglieder
- Großoffizier auf 7 Mitglieder
- Kommandeur auf 20 Mitglieder
- Offizier auf 50 Mitglieder
- Ritter auf 150 Mitglieder

## Ordensdekoration
Das Ordenszeichen ist ein fünfspitziger, weiß emaillierter, goldener Stern mit goldenen Kugeln auf den Spitzen. Dieser stellt den italienischen Stern, die sogenannte Stella d’Italia, dar. Im rot emaillierten Medaillon die verschlungenen und gekrönten Initialen des Stifters  V E  (Vittorio Emanuele). Darum schließt sich ein grün emaillierter, goldgeränderter Reif mit der untenstehenden Jahreszahl 1911. Das Datum bezieht sich auf die Besetzung der späteren Kolonie Libyen. Rückseitig im komplett rotemaillierten und goldgeränderten Medaillon die dreizeilige Inschrift  AL MERITO COLONIALE (Für Kolonialverdienst).

## Trageweise
Großkreuze trugen die Auszeichnung an einer Schärpe von der linken Schulter mit einem goldenen Bruststern. Großoffiziere ebenso wie die Kommandeure um den Hals, jedoch mit einem etwas verkleinerten silbernen Bruststern. Offiziere und Ritter dekorierten das Ordenszeichen am Band auf der linken Brustseite, wobei auf dem Band der Offiziere noch eine Rosette angebracht war.
Alle Dekorationen mit Ausnahme der Ritter haben zwischen Ordenszeichen und Tragering eine Krone.
Das Ordensband ist rot mit einem schmalen weißen Seitenstreifen.

## Sonstiges
Mit dem Verlust der Kolonien und der Abdankung des letzten italienischen Königs Umberto II.  im Jahre 1946 wurde der Orden nicht mehr verliehen. 1947 stiftete das vorläufige Staatsoberhaupt Enrico De Nicola den Orden des Sterns der italienischen Solidarität, der 2011 in Orden des Sterns von Italien umbenannt wurde.